# Ghiacciaio Richardson
Il ghiacciaio Richardson (in inglese Richardson Glacier) è un ghiacciaio lungo poco meno di 40 km situato sulla costa di Wilkins, nella parte orientale della Terra di Palmer, in Antartide. Il ghiacciaio, il cui punto più alto si trova a circa 1475 m s.l.m., fluisce verso sud-est, partendo la versante meridionale dei monti Columbia e scorrendo lungo il versante nord-orientale del colle Mikus, fino a unire il proprio flusso a quello del ghiacciaio Clifford arrivando da nord-ovest e incontrando il Clifford poco a sud-est del sopraccitato Mikus.

## Storia
Il ghiacciaio Richardson fu mappato nel 1974 dallo United States Geological Survey sulla base di ricognizioni effettuate dalla marina militare statunitense tra la fine degli anni 1960 e l'inizio degli anni 1970, e così battezzato dal Comitato consultivo dei nomi antartici in onore della zoologa francese Harriet Richardson, autrice di molti studi sui crostacei raccolti durante la prima e la seconda spedizione Charcot, rispettivamente nel 1903-05 e nel 1908-10.